# 千廄站
千廄站（日语：／ Semmaya eki */?）是屬於東日本旅客鐵道（JR東日本）大船渡線的鐵路車站，位於岩手縣一關市千廄町。

## 車站構造
島式月台1面2線的地面車站。站房與月台有站內平交道連接。
在營運上千廄站是由氣仙沼車站管理，並委託由JR東日本的子公司Jaster（ジャスター）代為經營，設有綠色窗口（營業時間為08：55～17：10，中途設有休息時間）與簡易自動售票機，除早晨與夜間外站內皆有站員派駐。

### 月台配置
| 月台 | 路線      | 方向 | 目的地     |
| ---- | --------- | ---- | ---------- |
| 1    | ■大船渡線 | 上行 | 一之關方向 |
| 2    | ■大船渡線 | 下行 | 氣仙沼方向 |

- 由於線路在東日本大震災中損毀，下行班次只運行至氣仙沼站。

## 使用情況
| 年度 | 每日平均乘客人數 |
| ---- | ---------------- |
| 2000 | 318              |
| 2001 | 326              |
| 2002 | 314              |
| 2003 | 307              |
| 2004 | 297              |
| 2005 | 295              |
| 2006 | 309              |
| 2007 | 292              |
| 2008 | 305              |
| 2009 | 292              |

- 2009年度的旅運人數每日平均292人次。

## 車站週邊
- 一關市公所千廄支所（原千廄町役場）
- 千廄郵局
- 岩手縣立千廄醫院（页面存档备份，存于）
- 岩手縣立千廄高級中學
- 縣道267號松川千廄線
- 國道284號（千廄外環道）
- 國道456號
- 岩手縣警千廄警察署
- 岩手縣交通千廄公車總站

## 歷史
- 1927年7月15日 - 設站。
- 1987年4月1日 - 日本國鐵分割民營化，車站劃由東日本旅客鐵道繼承。
- 1999年 - 業務委託化。

## 相鄰車站
東日本旅客鐵道
■大船渡線
摺澤－千廄－小梨

## 外部連結
- JR東日本－千廄站（页面存档备份，存于）（日語）

38°55′27.94″N 141°20′44.98″E / 38.9244278°N 141.3458278°E